# Vermont Street (San Francisco)
Vermont Street er en gade i San Francisco i Californien, USA. Den ligger i det område af byen, der kaldes Potreo Hill. Vejen begynder ved Division Street i området SoMa (South of Market) og går mod syd til 22nd Street. Det meste af strækningen går Vermont Street parallelt med U.S. Highway 101. .

## Den snoede del
Nær McKinley Square mellem 20th Street og 22nd Street har vejen en serie på syv meget skarpe sving. Dette har givet vejen til navnet "Den mest krogede gade i verden" ("the crookedest street in the world". På dette punkt er vejen i skarp konkurrence med den langt mere kendte Lombard Street, også i San Francisco, som mellem Leavenworth Street og Hyde Street, en strækning på 400 meter, har 8 skarpe hårnålesving. Vermont Street har færre sving, men er til gengæld stejlere med en stingingsgrad på 14,3 %. En nylig undersøgelse har vist at Vermont Street faktisk er den mest krogede. Man har målt sinuositeten på begge veje. Lombard Street blev beregnet til en sinuositet på 1,2 mens den var 1.56 for Vermont Street.
Vermont Street er imidlertid ikke helt så idyllisk som Lombard Street. Sidstnævnte er belagt med røde mursten og snoningerne er beplantet med blomster, mens Vermont Street er belagt med beton og ikke er pyntet. Dette, samt det forhold, at der kører kabelsporvogne forbi Lombard Street, kan være årsag til, at det er Lombard Street som er blevet kendt.

## Væddeløb
BYOBW løbet, Bring Your Own Big Wheel, et cykelløb for voksne på trehjulede cykler, der har været afholdt hvert år i påsken siden 2001 på den krogede del af Lombard Street, er siden 2008 i stedet blevet afholdt på den krogede strækning på Vermont Street.

## I filmens verden
Vermont Street blev brugt som location i filmen Dirty Harry går amok (Magnum Force, 1973) med Clint Eastwood.

## Eksterne links
- Guidelines, San Francisco: Artikel om Vermont Street Arkiveret 28. december 2011 hos  Wayback Machine (engelsk)
- Billeder fra Bring Your Own Big Wheel (engelsk)

37°45′31″N 122°24′14″V / 37.7585°N 122.404°V